# Constantin V. Gheorghiu
Constantin V. Gheorghiu (n. 25 octombrie 1894, Dolhești, Iași – d. 16 februarie 1956, Iași) a fost un academician român, chimist, membru corespondent (1955) al Academiei Române.

## Biografie
A fost Profesor la Facultatea de Științe din Iași.
A fost membru corespondent al Academiei de Științe din România începând cu 21 decembrie 1935 și membru titular începând cu 3 iunie 1941.

## Distincții
- Ordinul Muncii clasa a III-a (14 septembrie 1953)[2]